# Manastiri Eparhije vranjske
Manastiri Eparhije vranjske su dio bogate kulturne baštine Srpskog naroda Južne i istočne Srbije koja se sudbinski vezala za duhovnu, kulturnu i prosvjetnu djelatnosti nacionalno biće srpskog stanovništva ovih područja. Dijeleći sudbinu naroda koji ih je gradio, manastiri izgrađeni na prostoru Južne i istočne Srbije nekada su se uzdizali do lijepog, ili, pak, bili rušeni i spaljivani, od brojnih osvajača ovog dijela Balkana. Njihovi sačuvani ostaci i dalje zrače božanskom svjetlošću koja je okupljala i okuplja narod da slavi Boga i skuplja snagu da opstane i manastire obnovi, i tako u krug.
Obnavljajući mnoge stare svetinje narod ovog područja Srbije sačuvao je bizantske tekovine Kršćanstva začetog na ovom prostoru, pravoslavne zakone i srpsku duhovnost. Zato, je sam čin upoznavanja s ovim manastirima jednako važna za spoznaju ali i za obnovu porušenih i izgradnju novih manastira na prostoru Južne i istočne Srbije.

## Važnost
Spomeničko nasljeđe s prostora Južne i istočne Srbije zauzima značajno mjesto u kulturnoj riznici Srbije i Balkana. Na teritoriju koja je u nadležnosti Eparhije vranjske i Zavoda za zaštitu spomenika kulture Niša nalazi se 8 općina s 8 gradskih i 355 seoskih naselja.
U registar spomenika kulture i evidenciju niškog Zavoda, upisana su četiri manastira koja su kategorizirana u spomenike kulture od izuzetnog značaja, dok su ostali manastiri proglašeni za spomenike kulture od velikog značaja.

## Popis manastira
| Popis manastira Eparhije vranjske |                                |                    |                           |                                                     |
| Slika                             | Naziv manastira                | Lokacija           | Izgrađen                  | Napomena                                            |
|                                   | Prohor Pčinjski                | Prohor Pčinjski    | 17. stoljeće              |                                                     |
|                                   | Svetog Stefana                 | Gornje Žapsko      | Srednji vijek - nepoznato |                                                     |
|                                   | Svetih apostola Petra i Pavla  | Dubnica (Vranje)   | Srednji vijek - nepoznato | Prvi put se spominje u Turskom popisu iz 1576/1577. |
|                                   | Vavedenje Presvete Bogorodice  | Palja              | 13. stoljeće              |                                                     |
|                                   | Svetog Pantelejmona            | Lepčince           | 14. stoljeće              |                                                     |
|                                   | Svetog oca Nikolaja            | Vranje             | Srednji vijek - nepoznato |                                                     |
|                                   | Svetog proroka Ilije           | Kacapun            | 13. stoljeće              |                                                     |
|                                   | Svetog proroka Ilije           | Bresnica           | 1896.                     | Manastir je bez bratstva                            |
|                                   | Svetih apostola Petra i Pavla  | Milevci            | 18. stoljeće              |                                                     |
|                                   | Svetog velikomučenika Georgija | Oraovica (Preševo) | 14. stoljeće              |                                                     |
|                                   | Svetog arhangela Gavrila       | Lopardince         | 16. stoljeće              |                                                     |
|                                   | Svetih apostola Petra i Pavla  | Dubnica (Vranje)   | 11. stoljeće              |                                                     |
|                                   | Svetog Simeona Stopolnika      | Soderce            | 13. stoljeće              |                                                     |

## Vanjske poveznice
- (srp.) Raspored hramova Eparhije vranjske na Mapi Bing (označeno plavom bojom)  Arhivirana inačica izvorne stranice od 15. rujna 2016. (Wayback Machine)